# ’Alhan Nahfan
’Alhan (Nahfan) war ein König von Saba um 200 n. Chr. aus dem Haus der Hamdaniden. Er war der Sohn von Yarim Aymin.
’Alhan wird in einer Inschrift genannt, in der berichtet wird, dass ’Alhan den König Yada’il von Hadramaut besucht habe, um einen Vertrag auszuhandeln. Die Inschrift ist nicht vollkommen erhalten. Der in dieser Inschrift genannte ’Alhan ist wohl mit ’Alhan Nahfan identisch, von dem bekannt ist, dass er mit Gadarat, Herrscher von Aksum und Yadi'ab Ghailan II., König von Hadramaut, verbündet war. Außerdem ist überliefert, dass ’Alhan Nahfan einen Aufstand des sabäischen Stammes Chaulan niederschlug. Sein Nachfolger war sein Sohn Sha'ir Awtar.